# مارتا توماس
مارتا توماس (نروژی: Marta Tomac؛ زادهٔ ۲۰ سپتامبر ۱۹۹۰) بازیکن هندبال زن اهل نروژ است.